# Ulf Johansson (fotbollsspelare)
Ulf "Larven" Johansson, född 21 augusti 1960, är en svensk före detta fotbollsspelare. 
Johanssons moderklubb är Åmålsklubben IF Viken. Han spelade för Malmö FF 1986 innan han gick till Gais, där han spelade 1986–1988. Han har även spelat för IK Oddevold.
Johansson gjorde flest mål för Gais under säsongen 1987 och blev utnämnd till "Årets makrill".